# Boistrudan
Boistrudan é uma comuna francesa na região administrativa da Bretanha, no departamento Ille-et-Vilaine. Estende-se por uma área de 12,85 km². Em 2010 a comuna tinha 722 habitantes (densidade: 56,2 hab./km²).